# Иевлевка (Ульяновская область)
Иевлевка — деревня в Базарносызганском районе Ульяновской области. Входит в состав Папузинского сельского поселения.

## География
Населённый пункт расположен на реке Эмбелейка в 13 километрах к югу от рабочего посёлка Базарный Сызган — административного центра района. Расстояние до Ульяновска — 133 километра.

### Часовой пояс
Иевлевка, как и вся Ульяновская область, находится в часовой зоне МСК+1. Смещение применяемого времени относительно UTC составляет +4:00.

## История
При деревне была усадьба русского литературного критика Павла Васильевича Анненкова.
До 2005 года деревня входила в состав ныне упразднённого  Юрловского сельсовета.

## Население
| 2010 |
| ---- |
| 63   |

Согласно переписи 1859 года, было 48 дворов, 448 человек. В 1913 году — 72 двора, 424 жителя. Население деревни в 1996 году — 87 человек.

## Инфраструктура
В деревне расположены одна улица (Черёмуховая) и один переулок (Заводской).